# بوبي فيرغسون (لاعب كرة قدم)
بوبي فيرغسون (بالإنجليزية: Bobby Ferguson) (1 مارس 1945 في المملكة المتحدة - ) هو لاعب كرة قدم بريطاني في مركز حراسة المرمى. شارك مع منتخب اسكتلندا لكرة القدم. أما مع النوادي، فقد لعب مع شيفيلد وينزداي ونادي أديلايد سيتي لكرة القدم ونادي كيلمارنوك ووست هام يونايتد ورابطة كرة القدم الاسكتلندية الحادية عشر ‏.

## وصلات خارجية
- بوبي فيرغسون على موقع الاتحاد الإسكتلندي (الإنجليزية)
- بوبي فيرغسون على موقع قاعدة بيانات كرة القدم.إي يو (الإنجليزية)